# Kirs
Kirs – miasto w Rosji, w obwodzie kirowskim. W 2021 roku liczyło 8 520 mieszkańców.

## Warunki naturalne

### Klimat
| Miesiąc                                    | Sty   | Lut   | Mar   | Kwi   | Maj  | Cze  | Lip  | Sie  | Wrz  | Paź   | Lis   | Gru   | Roczna |
| ------------------------------------------ | ----- | ----- | ----- | ----- | ---- | ---- | ---- | ---- | ---- | ----- | ----- | ----- | ------ |
| Rekordy maksymalnej temperatury [°C]       | 3.0   | 4.6   | 14.0  | 26.0  | 32.0 | 34.2 | 36.5 | 36.0 | 29.6 | 21.6  | 10.0  | 6.0   | 36,5   |
| Średnie temperatury w dzień [°C]           | -9.9  | -7.6  | 0.0   | 8.5   | 16.5 | 22.0 | 24.0 | 20.2 | 13.5 | 5.3   | -3.3  | -7.8  | 6,8    |
| Średnie dobowe temperatury [°C]            | -13.8 | -12.2 | -5.1  | 3.1   | 10.1 | 15.8 | 18.0 | 14.9 | 9.3  | 2.4   | -6.0  | -11.3 | 2,1    |
| Średnie temperatury w nocy [°C]            | -17.8 | -16.7 | -10.3 | -2.2  | 3.7  | 9.5  | 11.9 | 9.5  | 5.0  | -0.5  | -8.8  | -14.7 | −2,6   |
| Rekordy minimalnej temperatury [°C]        | -46.7 | -41.3 | -35.3 | -27.5 | -9.9 | -4.2 | -0.7 | -4.2 | -7.0 | -20.5 | -38.5 | -43.0 | −46,7  |
| Opady [mm]                                 | 42.2  | 26.9  | 33.5  | 37.4  | 55.8 | 80.3 | 76.7 | 71.7 | 65.7 | 63.3  | 53.0  | 47.2  | 653,7  |
| Źródło: meteolabs.ru: Кирс погода и климат |       |       |       |       |      |      |      |      |      |       |       |       |        |